# Łukasz Śmigiel
Łukasz Śmigiel (ur. 1 lipca 1982 we Wrocławiu) – polski pisarz, dziennikarz, wydawca.

## Życiorys
Debiutował w 2001 roku opowiadaniem Zamiana w miesięczniku „Magia i Miecz”. Publikował m.in. w „Nowej Fantastyce”, „Science Fiction Fantasy i Horror”, „Magazynie Fantastycznym”, „Alfred Hitchcock poleca”, „SFerze”, „Ubiku”, „Portalu”, „Magii i Mieczu”, „Gwiezdnym Piracie”, „Czachopiśmie”, „Przekroju”, „Gazecie Wrocławskiej”, „Tyglu kultury”, „Znaczeniach”, „Angorze”, „Dozie literackiej”, „Zaćmieniu słońca”.
W 2006 napisał w duecie z Kazimierzem Kyrczem opowiadanie pt. Głowa do kochania, które zdobyło dużą popularność po ukazaniu się drukiem w magazynie „Alfred Hitchcock poleca” i zostało następnie opublikowane w tygodniku „Przekrój”, w antologii opowiadań CITY 1 (Wydawnictwo Forma 2009), w anglojęzycznym magazynie „Suspense Magazine” oraz adaptowane na scenariusz krótkometrażowego filmu grozy Head to Love.
W 2013 wraz z rysowniczką Katarzyną Babis stworzył crowdfoundingowy projekt w serwisie PolakPotrafi.pl, pt. Tequila. W ramach projektu powstaje nowy cykl powieści jego autorstwa oraz komiksów.
W 2008 był nominowany do nagrody „Gazety Wyborczej” Warto. Jest laureatem plebiscytu na najlepszą książkę magazynu „Esensja” za Demony (2010) oraz konkursu na kryminał „Gazety Wrocławskiej” (2011).
W 2012 razem z Jakubem Wiśniewskim i Sebastianem Zakrzewskim założył magazyn literacki „Coś na Progu”, którego był redaktorem naczelnym do zamknięcia pisma w 2014. Wcześniej, w latach 2009–2010, był redaktorem naczelnym magazynu grozy „Lśnienie” (w druku ukazały się tylko trzy numery). W latach 2012–2015 współwłaściciel wrocławskiego wydawnictwa Dobre Historie oraz działającego przy wydawnictwie studia nagrań i produkcji video Tube Studio.
Od 2015 dziennikarz Radia Wrocław Kultura, w którym wraz z Jackiem Antczakiem prowadzi pasmo literackie (gośćmi w programie byli autorzy polscy i zagraniczni m.in. Olga Tokarczuk, Andrzej Ziemiański, Mariusz Czubaj, Krzysztof Mroziewicz, Marcin Meller, Stefan Ahnhem, Iva Procházková, Jonathan Carroll, Sylwia Vanden Heede, The Tjong-Khing, Charlotte Link, Brandon Mull, Edward Lee, Graham Masterton, Martin Pollack). Od 2017 gościnnie recenzuje i poleca książki i komiksy w paśmie porannym w Radiu Wrocław.
Pracuje w Instytucie Dziennikarstwa i Komunikacji Społecznej we Wrocławiu.

## Publikacje
- „Daemon” – zbiór opowiadań (Wydawnictwo Oficynka 2020)[5]
- „Liczba bestii” – powieść (Wydawnictwo Novae Res 2018)[6]
- „Tequila: Władca marionetek” – album komiksowy (Wydawnictwo Dobre Historie 2014)[6]
- „Mordercy” – zbiór opowiadań (Wydawnictwo Oficynka 2011)[6]
- „Decathexis” – powieść (Wydawnictwo Grasshopper 2009)[6]
- „Muzykologia” – powieść (Wydawnictwo Grasshopper 2009)[6]
- „Demony” – zbiór opowiadań (Wydawnictwo Red Horse 2008)[6]

Opowiadania
- „The Last Song of the Nightingale” – Schlock! Magazine (nr 22/12/2019)[7]
- „Śpiew ptaka nocy” – dwumiesięcznik „Okolica Strachu” (nr 13 (1)2019)[8]
- „Człowiek, który szedł na solo” – Magazyn Esensja (nr 2/2019)
- „Dom Nieba” – dwumiesięcznik „Okolica Strachu” (nr 10 (2)2018)[9]
- „Do samego końca” – antologia opowiadań Magazynu Fantastycznego (tom III, Wydawnictwo Roberta Zaręby 2015)
- „Wystarczy” – antologia opowiadań Magazynu Fantastycznego (tom I, Wydawnictwo Roberta Zaręby 2015)
- „Stracona Fiestecita” – antologia opowiadań grozy „Halloween” (Wydawnictwo Oficynka 2012)
- „Historia lubi się powtarzać” – Gazeta Wrocławska (08.08.2011/ w cyklu: Poniedziałek z kryminałem)
- „Mściciel krwi” – antologia opowiadań grozy „15 Blizn” (wydawnictwo Replika 2011)
- „Nie śniło się filozofowi” – magazyn kulturalno-literacki „Doza” (nr 3/2011)
- „Noc wszystkich trupów” – antologia opowiadań kryminalnych (Wydawnictwo Oficynka 2010)
- „Klątwa z o.o.” – dwumiesięcznik „Magazyn fantastyczny” (nr 16/2009)
- „Śledztwo” – dwumiesięcznik „Magazyn fantastyczny” (nr 15/2008)
- „Kozioł ofiarny”- miesięcznik Science Fiction Fantasy i Horror (nr 43/2008)
- „Opowieść wigilijna”- miesięcznik „Czachopismo” (nr 5/2007)
- „Pasażer na gapę” – miesięcznik „Czachopismo” (nr 3/2007)
- „Śmierć na trzy” – miesięcznik „Tygiel Kultury” (nr 8/2007)
- „Ordnung Muss Sein” – miesięcznik „Czachopismo” (nr 3/2007)
- „Piekielna wdowa” – dwumiesięcznik „Magazyn fantastyczny” (nr 11/2007)
- „Bagaż doświadczeń” – antologia „Księga Strachu” (Wydawnictwo RUNA 2007)
- “Śmiertelny trup” – miesięcznik “Czachopismo” (nr 3/2007)
- “Do samego końca” – dwumiesięcznik “Magazyn Fantastyczny” (nr 10/2007)
- “Głowa do kochania” – miesięcznik “Alfred Hitchcock poleca” (nr 7/2006)
- “Po ciebie też przyjdzie”- dwumiesięcznik Magazyn Fantastyczny (nr 8/2006)
- “Nigdy więcej” – miesięcznik Science Fiction (nr 6/2006)
- “Terapia” – dwumiesięcznik Magazyn Fantastyczny (nr 2/2005)
- “Bohater 1916” – miesięcznik Ubik (nr 7/2004)
- “Wystarczy” – dwumiesięcznik Magazyn Fantastyczny (nr 3/2004)
- “Fotel” – miesięcznik Sfera (nr 5/2003)
- “Zamiana” – miesięcznik Magia i Miecz (1/85/2001)

Wybrane artykuły
- „Rozmowa z Olgą Tokarczuk” – Dziennika Zachodni z dn. 17.02.2017 (wraz z J. Antczakiem)[10]
- „Zabijając w kryminałach, ratuję życie zwierzętom” (Rozmowa z pisarką Charlotte Link, wraz z J. Antczakiem) – Emocje (nr 2/2016)
- „Fantastyczny jest ten Wrocław” – Gazeta Europejskiej Stolicy Kultury (nr 4/2016)
- „Gdzie się podziały superdziewczyny?” – Nowa Fantastyka (nr 3/2015)[6]
- „Statki i szkielety”, [w:] „Sting: Opowieści z Newcastle”, Wrocław 2013 (wraz z R. Łukaszewską)[6]
- „Pisarzu! Nie wstydź się marketingu literackiego” – Znaczenia (nr 5/2011)
- „Sztuczna kobieta potrzebna od zaraz” – Angora 41/2011 (przedruk z Onetu)
- „Lizaki z oczu trupa, czyli krótka historia fenomenu GORE” – Znaczenia (nr 4/2010)
- „Gra w reklamę”, Znaczenia (nr 3/2009)
- „Kreowanie sensu” – Tygiel Kultury (nr 7/2007)
- “Nie taki diabeł straszny” – Nowa Fantastyka (nr 5/2007)
- “Przyzwanie” – Magia i Miecz (1/972002)
- “Dźwięk w grach fabularnych” – Portal (nr 15/2002)

Wybrane publikacje naukowe
- “Niezależny rynek książki – dlaczego powstał, jak się rozwija i co komunikuje”, [w:] Teorie komunikacji i mediów 9, M. Graszewicz, M. Wszołek (red.), Kraków 2016[11]
- “Radio Eska”, [w:] Radio regionalne w Polsce, P. Kuca, W. Furman,  K. Wolny-Zmorzyński (red.), Rzeszów 2016
- „Strona www – elektroniczna wizytówka pisarza” (Rocznik Instytutu Dziennikarstwa i Komunikacji Społecznej – Dziennikarstwo i Media tom 2 (red.) I. Borkowski, K. Stasiuk, Wrocław 2011)
- „Oceniaj e-książkę po okładce” (Teorie Komunikacji i Mediów tom 4 (red.) M. Graszewicz, J. Jastrzębski, Wrocław 2011)
- „Opowiadanie historii – narzędzie wpływu w komunikacji z odbiorcą”, [w:] Teorie komunikacji i mediów (red.) M. Graszewicz, J. Jastrzębski., Wrocław 2010[6]
- „Wybrane strategie promocji książek w Polsce i na świecie z wykorzystaniem Nowych Mediów”, [w:] Teorie komunikacji i mediów (red.) M. Graszewicz, J. Jastrzębski., Wrocław 2010[6]